# Wolfsbuch
Wolfsbuch (bairisch: Woischbuach oder Woischbouch) ist ein Ortsteil der Stadt Beilngries im Landkreis Eichstätt in Oberbayern mit 498 Einwohnern (Stand vom 31. Dezember 2018).

## Geographie
Das Kirchdorf Wolfsbuch liegt auf der Hochfläche der Südlichen Frankenalb im Naturpark Altmühltal, etwa zehn Kilometer östlich vom geographischen Mittelpunkt Bayerns in Kipfenberg entfernt.

### Nachbarorte
- Arnbuch (Aanbuach o. Aanbouch)
- Eglofsdorf (Eglaschdoaf)
- Pondorf (Bondoaf)
- Vogelthal (Vogldoi)
- Zell (Zöü)

### Nächstgelegene Städte
- Ingolstadt ca. 30 km südlich
- Regensburg ca. 40 km östlich
- Nürnberg  ca. 70 km nördlich
- München  ca. 100 km südlich

## Geschichte
1087 wird Wolfsbuch erstmals urkundlich erwähnt, als die Äbtissin Frideruna des Benediktinerinnenklosters zu Geisenfeld Besitz in Wolfsbuch mit dem Eichstätter Bischof Udalrich I. gegen den Zehenten zu Gaimersheim tauscht. Der Ortsname erscheint auch als „Wolvespuch“, „Wolffpuech“ und „Wyestt-Buech“. 1367 schenkten die Grafen von Abensberg einen Hof zu Wolfsbuch dem Chorherrenstift zu Essing.
1655 erschienen sechs Untertanen zur Hofmark Maierhofen zinspflichtig, die zu dieser Zeit im Besitz der Jesuiten war. Schulhäuser entstanden 1793, 1898 und 1962. Nach der Schulreform von 1969 wurde Letzteres 1974 von der Stadt Beilngries zu einem Kindergarten umgestaltet. 1911 wurde eine Wasserversorgung und 1927 elektrisches Licht installiert. 1959 bis 1964 wurden Flurbereinigungsmaßnahmen durchgeführt.
Am 1. Juli 1972 wurde die vormals eigenständige zum Landkreis Riedenburg gehörende Gemeinde Wolfsbuch im Zuge der Gebietsreform ein Stadtteil von Beilngries.

## Katholische Pfarrkirche St. Andreas
Die Pfarrkirche wurde vermutlich im 15. Jahrhundert erbaut und dem hl. Andreas geweiht. 1886 erfolgte eine Erweiterung nach Westen. Sie besitzt eine barocke Ausstattung und – hinter dem Hochaltar in der sogenannten Urkirche – teilweise freigelegte spätgotische Fresken. Ein Deckengemälde von 1908 vom Münchner Kunstmaler Franz Hartmann zeigt den predigenden Kirchenpatron. Die 1910 eingebaute Orgel stammt von 1750 von Antonius Beyer aus München. 1750 entstand auch die barocke Reliquienmonstranz mit einer Reliquie des Kirchenpatrons. Eine neugotische Hostienmonstranz schuf Ende des 19. Jahrhunderts der Künstler G. Janner aus Amberg. Die Pfarrei gehört zum Bistum Regensburg. 1791 entstand eine Herz-Jesu-Bruderschaft; ein „Herz-Jesu-Kind“ ist auf dem Gemälde des rechten Seitenaltars dargestellt.

## Sehenswürdigkeiten
- Reliefgeschmückte, 2,50 Meter hohe Steinsäule „Martter-Seyll“, am Ortsausgang in Richtung Vogelthal stehend, mit 1621 bezeichnet.
- Renovierter historischer Pfarrstadel
- Kriegerdenkmal von 1972

Siehe hierzu Baudenkmäler

## Vereine
- Freiwillige Feuerwehr Wolfsbuch (gegründet 1897)
- Heimat- und Traditionsverein Wolfsbuch
- SpVgg (Spielvereinigung) Wolfsbuch/Zell
- Zweigverein des Katholischen Deutschen Frauenbundes (gegründet 1987)
- Wolfsbucher Bauerntheater „D Lampenfieberer“
- Katholische Landjugendbewegung Wolfsbuch
- Krieger- und Kameradenverein Wolfsbuch – Arnbuch
- Glockenverein Wolfsbuch